# 비타 시도르키나
비타 시도르키나(영어: Vita Sidorkina, 러시아어: Вита Сидоркина, 1994년 3월 20일 ~ )는 러시아의 모델이다.